# Geschichtlicher Atlas der Rheinlande
Der Geschichtliche Atlas der Rheinlande war ein von 1981 bis 2008 an der Universität Trier beheimatetes Projekt, das ein Atlaswerk über das Rheinland herausgab.

## Geschichte
Das erste, historisch-kritischen Ansprüchen genügende und methodisch bahnbrechende Kartenwerk zur Geschichte der Rheinlande schuf seit 1894 Wilhelm Fabricius mit dem Geschichtlichen Atlas der Rheinprovinz. Bei der Wahl des Bearbeitungsraumes orientierte er sich nicht an der Vielzahl der Territorien des alten Reiches, sondern an der relativ jungen Verwaltungseinheit Rheinprovinz, in deren Rahmen sich ein rheinisches Zusammengehörigkeitsgefühl entwickeln konnte. Das Werk von Fabricius bildete die Grundlage für den 1926 von Hermann Aubin und Josef Niessen herausgegebenen Handatlas, der 1950 als Geschichtlicher Handatlas der deutschen Länder am Rhein in erweiterter Fassung neu aufgelegt wurde.
Um im Kreis der nach dem Zweiten Weltkrieg begonnenen regionalen Atlaswerke bestehen zu können, knüpfte die Gesellschaft für Rheinische Geschichtskunde 1981 an die von Fabricius begründete Tradition an, vermied aber die auf die preußische Rheinprovinz bezogene Inselkartenlösung und erweiterte das Themenspektrum erheblich.
Zum Projektende 2008 gehörten der wissenschaftlichen Kommission des Atlas an: Heinz-Günther Borck, Toni Diederich, Odilo Engels, Klaus Fehn, Franz Josef Felten, Manfred Groten, Hans-Walter Herrmann, Franz Irsigler, Wilhelm Janssen, Hans-Eckart Joachim, Wolfgang Kleiber, Harald Koschik, Jürgen Kunow, Hartwig Lüdtke, Bettina Schmidt-Czaia, Hugo Stehkämper und  Friedrich Zunkel.

## Gestaltung und Umfang
Das Projekt Geschichtlicher Atlas der Rheinlande wurde am 1. Mai 1981 an der Universität Trier angesiedelt. Das Atlaswerk erschien in Lieferungen, wobei Karten und erläuternde Beihefte so gekennzeichnet sind, dass sie in der Reihenfolge des vollständigen Programms geordnet werden können. Bis zum Projektende 2008 erschienen elf Lieferungen mit 119 Kartenblättern und 81 Beiheften. Der Atlas wurde im Auftrag der Gesellschaft für Rheinische Geschichtskunde und in Verbindung mit dem Landschaftsverband Rheinland (Köln) von Franz Irsigler (Universität Trier, Geschichtliche Landeskunde) herausgegeben.

## Themengruppen
Das Atlasunternehmen verstand sich als universalgeschichtliches und in höchstem Maße interdisziplinär ausgerichtetes Forschungsprojekt. In 12 Themengruppen wurden geographisch-geologische Grundlagen, alle Teilgebiete des Faches Geschichte von der Vorgeschichte bis zur Zeitgeschichte und mehrere Nachbarwissenschaften wie Sprachgeschichte, Kunstgeschichte und Volkskunde berücksichtigt:
- I. Naturräumliche Übersichten
- II. Vorgeschichte
- III. Römerzeit
- IV. Siedlungsgeschichte
- V. Politische Geschichte
- VI. Verfassungs- und Rechtsgeschichte
- VII. Wirtschafts- und Verkehrsgeschichte
- VIII. Bevölkerungs- und Sozialgeschichte
- IX. Kirchengeschichte
- X. Sprachgeschichte
- XI. Volkskunde
- XII. Kultur- und Kunstgeschichte